# Louis-Alexandre de Launay
Pour les articles homonymes, voir Launay.
Emmanuel Henri Louis Alexandre de Launay, comte d'Antraigues, né le 25 décembre 1753 à Montpellier, assassiné le 22 juillet 1812 à Barnes dans la banlieue de Londres. Pamphlétaire, diplomate et agent secret, il fait figure d'aventurier politique pendant la Révolution française et les guerres napoléoniennes.

## Sa jeunesse et la Révolution française
Né à Montpellier selon les uns, à Villeneuve-de-Berg ou à Antraigues-sur-Volane selon d'autres, d'une famille noble du Vivarais, Louis-Alexandre de Launay s'engage dans l'armée à 14 ans, d'abord comme sous-lieutenant dans la Garde du corps du roi au château de Versailles, puis comme capitaine dans le Régiment de Royal-Piémont Cavalerie grâce à la protection de son oncle, Guignard de Saint-Priest. En 1770, il fait la connaissance de Jean-Jacques Rousseau avec qui il noue une relation qui durera jusqu'à la mort du philosophe. En 1776, il passe plusieurs mois à Ferney en compagnie de Voltaire. Plus il fréquente les grandes figures du Siècle des Lumières, et moins il s'intéresse à sa carrière militaire. En 1778, influencé par les idéaux de ces mentors, il quitte avec joie l'armée. Peu après, il accompagne à Constantinople son oncle, le comte de Saint-Priest, ambassadeur de France dans l'Empire ottoman.  Cette même année, il participe à une excursion en Égypte. En 1779, il profite de son voyage de retour pour visiter Varsovie, Cracovie et Vienne.
De retour à Paris, il fréquente le milieu des philosophes et des artistes, où il se lie d'amitié avec de futurs révolutionnaires, tels Nicolas Chamfort, Mirabeau, Laharpe. Il sait déjà séduire, ce qui fera plus tard sa force : « Sa figure agréable, ses manières élégantes, son esprit cultivé et original lui valent de grands succès. Il se fait également le mécène des gens de lettres et des artistes ». Il devient l'amant de Madame Saint-Huberty, première cantatrice de l'Opéra. 
Toujours imbu des idées philosophiques du siècle, il partage la fièvre qui s'empare des esprits peu de temps avant la Révolution, et il publie en 1788 un ouvrage Mémoire sur les  États généraux, leurs droits et la manière de les convoquer. Il est l'un des premiers à voir dans le Tiers état la « nation ». Dans un passage célèbre, il écrit : « Le Tiers état est le Peuple et le Peuple est le fondement de l'État ; il est en fait l'État lui-même… C'est dans le Peuple que réside tout le pouvoir d'une nation et c'est pour le Peuple qu'existent tous les états. » Plus loin, il renie dans un style brûlant sa propre classe : «La noblesse héréditaire est le plus grand fléau que Dieu, dans sa colère, ait répandu sur les humains. »
Fervent partisan de la Révolution, il est pourtant nommé en 1789 député de la noblesse aux États généraux par la sénéchaussée de Villeneuve-de-Berg. Bien qu'opposé à la création de l'Assemblée nationale constituante, il participe au Serment du Jeu de Paume et va siéger à l'Assemblée nationale constituante. Il incite tout d'abord la noblesse à renoncer à ses privilèges en matière d'impôts, et se prononce en faveur de la Déclaration des droits de l'homme. Cependant, il abandonne ses principes révolutionnaires après qu'une foule hostile venue de Paris marche vers Versailles le 5 octobre 1789. Horrifié de voir menacée de mort la reine Marie-Antoinette, qu'il aurait tenté de séduire quelques années plus tôt, il fait volte-face et défend les Bourbons. Il revendique alors les prérogatives de la noblesse de concert avec le marquis de Bouthillier-Chavigny et Cazalès, et s'oppose aux systèmes d'emprunt du ministre Necker,. Il se joint au marquis de Favras dans un complot ayant pour but d'aider la famille royale à s'enfuir du palais des Tuileries, où le peuple l'avait confinée. En décembre, le marquis de Favras est arrêté et le comte d'Antraigues dénoncé. En février 1790, après l'exécution du marquis de Favras, Antraigues s'enfuit de France et devient émigré.

## Diplomate, conspirateur et agent secret
Il s'enfuit d'abord à Lausanne (Suisse) où il est rapidement rejoint par sa maîtresse, Madame Saint-Huberty, une des chanteuses d'opéra préférées de la reine Marie-Antoinette. Ils se marient secrètement et s'installent en Italie. Là, elle donne naissance à leur fils en 1792 . Dans la république de Venise, le comte est nommé attaché de l'ambassade d'Espagne, puis, la paix étant conclue avec l'Espagne, de la légation de l'Empire de Russie. C'est ainsi qu'il fonde en 1790 l'Agence royaliste de Paris. En 1793, il est agent secret au service du comte de Provence, futur roi Louis XVIII. Lorsque ce dernier déplace sa cour en exil à Vérone, alors aux mains des Vénitiens, le prétendant au trône nomme d'Antraigues ministre de la police. Même si, en 1796, le gouvernement vénitien expulse le comte de Provence à la suite des pressions de la France, d'Antraigues ne quitte pas Venise.
En 1797, le comte doit cependant s'enfuir à la suite de l'invasion de l'Italie par la France du Directoire. Confiant en sa qualité de diplomate russe (il avait même pris soin de se faire naturaliser), il prend la fuite en compagnie de l'ambassadeur de Russie et de son entourage. Il est néanmoins arrêté, ainsi que sa famille, à Trieste par l'armée française, qui les conduit à Milan. Là, d'Antraigues est interrogé par Napoléon Bonaparte. Après avoir fait saisir et examiné ses papiers personnels, Bonaparte découvre que le comte a eu un entretien avec le comte de Montgaillard, considéré comme un espion contre-révolutionnaire, sur le financement de futurs complots. Dans ces notes, le comte de Montgaillard donne les détails de ses négociations avec le général Jean-Charles Pichegru qu'il avait tenté d'amener à trahir la République française. En dépit de cette découverte et de sa détention à domicile, le comte d'Antraigues réussit à gagner l'Autriche avec sa famille.
Peu après, le futur Louis XVIII se défait de ses services, le soupçonnant d'avoir volontairement révélé les tractations de Pichegru, ainsi que d'autres secrets des royalistes, en échange de sa liberté. Il paraît plus probable que la fuite d'Antraigues a été due à l'intervention de Joséphine de Beauharnais, la femme de Napoléon, grande admiratrice de Saint-Huberty. Après cet épisode, d'Antraigues rejoint les opposants à Louis, comte de Provence, prétendant au trône. En 1798, il déclare que Malesherbes, le dernier avocat de Louis XVI, lui a  confié des papiers écrits par le roi juste avant son exécution. Selon ces écrits, le roi aurait dévoilé que son frère avait trahi la cause royaliste par ambition personnelle, et que, pour cette raison même, il ne devait pas lui succéder sur le trône de France.
Pendant les cinq années qui suivirent, le comte et sa famille vivent à Graz et à Vienne avec la permission du tsar Paul Ier, bénéficiant de récompenses et de subsides de plusieurs souverains. Dans cette dernière ville, d'Antraigues se lie d'amitié avec le Prince de Ligne et avec le baron Gustav Armfelt, ambassadeur de Suède au Saint-Empire romain germanique.
En 1802, il est envoyé en mission par le tsar Alexandre Ier en tant qu'attaché de Russie à Dresde, capitale du Royaume de Saxe. Là il publie, en 1806, un violent pamphlet, visant Napoléon et le Premier Empire, intitulé « Fragment de Polybe ». Napoléon, à qui peu de souverains résistent alors, demande impérieusement son expulsion de Saxe. La cour de Dresde cède, et d'Antraigues rejoint d'abord la Russie, où il prend connaissance des clauses secrètes du traité de Tilsit. Puis, il part pour Londres où il développe une amitié avec George Canning, secrétaire aux Affaires étrangères et avec Édouard-Auguste de Kent, duc de Kent et Strathearn, un des fils du roi George III. Comme il reçoit pendant son séjour une pension considérable de la part du gouvernement britannique, certains prétendent que le comte d'Antraigues est l'agent qui a livré les articles secrets du Traité de Tilsit au Cabinet britannique, mais son biographe Léonce Pingaud conteste ces allégations. En Angleterre, il fréquente certains compatriotes en exil, dont Charles François Dumouriez, mais il se tient éloigné d'Hartwell, où le duc d'Orléans (futur Louis-Philippe) tient sa cour.

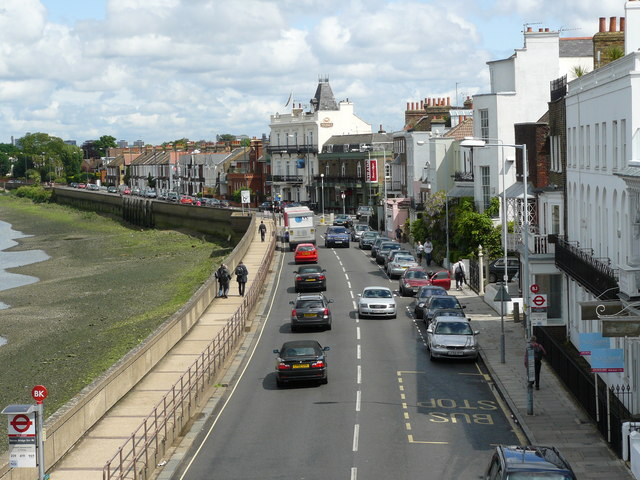
La route The Terrace en Barnes, Londres. No 27 est la maison où le comte et la comtesse d'Antraigues ont été tués.

En 1812, le comte et sa femme sont assassinés dans leur maison de campagne de Barnes, dans la banlieue sud-ouest de Londres, par un serviteur italien, nommé Lorenzo, que leur avait donné Dumouriez, et dont ils s'étaient séparés. Après avoir frappé ses anciens maîtres avec un stylet, Lorenzo est retrouvé dans la maison mort d'un coup de pistolet, sans qu'on sache aujourd'hui s'il a été abattu, ou s'il s'est donné la mort une fois ses crimes accomplis,. On n'a jamais pu déterminer non plus si le meurtre avait été commis pour des raisons personnelles ou politiques,. Certains affirment que le motif était simplement que Madame Saint-Huberty traitait mal ses serviteurs,. D'autres croient que d'Antraigues est la victime d'une sinistre machination politique : Napoléon, le futur Louis XVIII et de nombreux autres avaient des raisons de souhaiter la mort du comte. L'importance des secrets politiques dont il pouvait être dépositaire donne une certaine vraisemblance à cette version.

## Œuvres
- Mémoire sur les  États généraux, leurs droits et la manière de les convoquer (1788) ;
- Ma conversation avec le comte de Montgaillard ;
- Exposé de notre antique et seule règle de la constitution française, d'après nos lois fondamentales (1792) ; sur Gallica
- Mémoire sur la constitution des états de la province du Languedoc ;
- Sur la régence de Louis-Stanislas Xavier (1793) ;
- Observations sur la conduite des princes coalisés (1795) ; sur Gallica

Durant son long exil (1790-1812), d'Antraigues a également publié de nombreux pamphlets (Des monstres ravagent partout, Point d'accommodement, Fragment de Polybe, etc.) contre la Révolution française et contre Napoléon.

### Sources et bibliographie
- Edmond de Goncourt, La Saint Huberty, d'après sa correspondance et ses papiers de famille, Paris, Dentu, 1882.
- (en) « Louis-Alexandre de Launay », dans Encyclopædia Britannica [détail de l’édition], 1911 (lire sur Wikisource)., qui cite comme références :
- Léonce Pingaud, Un Agent secret sous la révolution et l'empire, le comte d'Antraigues, Paris, 1893.
- H. Vaschalde, Notice bibliographique sur Louis Alexandre de Launay, comte d'Antraigues, sa vie et ses œuvres.
- Jacqueline Chaumié, Le réseau d'Antraigues et la contre-révolution, 1791-1793, Paris, Plon, 1965.
- Jacques Godechot, Le comte d'Antraigues : un espion dans l'Europe des émigrés, Paris, Fayard, 1986, présentation en ligne.
- (en) Colin Duckworth, The D'Antraigues Phenomenon, Londres, 1986.
- Généalogie de Louis-Alexandre de Launay sur gw.geneanet.org : https://gw.geneanet.org/garric?lang=fr&n=de+launay+d+antraigues&oc=0&p=louis+emmanuel+henri+alexandre.
- Histoire de la famille de Launay d'Atraigues sur fr.calamelo.com : https://fr.calameo.com/books/0003575502c725a865fe9.
- Portrait de Mme de Saint-Huberti sur https://bibliotheque-numerique.inha.fr/collection/item/52427-mme-saint-huberti-de-l-academie-royale-de-musique?offset=3.